# Куренай
Юхи Куренай е героиня от аниме и манга сериите „Наруто“. Тя е джонин от селото, скрито в листата и сенсей (на японски-учител) на 8-и отбор – Инозука Киба, Хюга Хината и Абураме Шино. Използва предимно генджутсу.
В английската версия на анимето героинята се озвучава от Мери Елизабет Макглин (с изключение й поява в сериите) 
В японската версия се озвучава от Мегуми Хан (като дете) и от Руми Очиай (като възрастен).

## Визия
Куренай има тъмнокафява коса, тъмночервени очи и светла кожа. Тя има стройно телосложение и е по-ниска от Асума Сарутоби, бившия й любовник. След Боруто тя отряза кестенявата си коса с дължина до раменете на по-къса прическа. В част I и II тя се вижда облечена в бронежилетката си на jonin заедно с къса рокля или стандартно облекло на jonin. От Боруто тя се вижда облечена в червена рокля.